# Ryusei
Le Ryusei (龍星) est une compétition de jeu de go au Japon.

## Organisation
Le Ryusei a été créé en 1991 par la Nihon Ki-in. Il s'agit d'un tournoi de go rapide. Les parties sont jouées en blitz, avec un temps de byo-yomi de 30s dès le premier coup, et la possibilité d'utiliser jusqu'à 10 fois une minute complète de réflexion. Ce format de parties est similaire à la Coupe NHK. Le komi était de 5,5 points jusqu'en 2003, et de 6,5 points depuis 2004.
Les joueurs sont séparés en huit groupes. Dans chaque groupe, les joueurs sont classés suivant leur niveau. La première partie se déroule entre les deux joueurs les plus faibles, et seul le gagnant reste en lice pour jouer la partie suivante. Seule une partie à la fois est donc jouée, et les joueurs restent tant qu'ils gagnent. Le gagnant de chaque groupe, ainsi que les joueurs avec le plus de victoires dans chaque groupe participent ensuite à un tournoi à élimination directe.
Le vainqueur remporte 6,000,000 Yen (50,000€). Le sponsor est la télévision igoshogi.

## Vainqueurs
| Année | Vainqueur        | Finaliste         |
| ----- | ---------------- | ----------------- |
| 1991  | Cho Chikun       | Ishida Yoshio     |
| 1992  | Otake Hideo      | Cho Chikun        |
| 1993  | Cho Chikun       | Ryu Shikun        |
| 1994  | Morita Michihiro | Rin Kaiho         |
| 1996  | Kobayashi Satoru | Nakanonoda Tomomi |
| 1997  | Kobayashi Koichi | Komatsu Hideki    |
| 1998  | Kato Masao       | Cho Chikun        |
| 1999  | Yamada Kimio     | Morita Michihiro  |
| 2000  | Takao Shinji     | Takagi Shoichi    |
| 2001  | Kato Masao       | Cho U             |
| 2002  | Kobayashi Koichi | O Meien           |
| 2003  | Kobayashi Koichi | Hane Naoki        |
| 2004  | Takao Shinji     | Yamada Kimio      |
| 2005  | Yuki Satoshi     | Cho U             |
| 2006  | Cho U            | Yuki Satoshi      |
| 2007  | Cho U            | Yuki Satoshi      |
| 2008  | Kono Rin         | Cho U             |
| 2009  | Iyama Yuta       | Cho U             |
| 2010  | Yamashita Keigo  | Nakano Hironari   |
| 2011  | Iyama Yuta       | Yuki Satoshi      |
| 2012  | Iyama Yuta       | Rin Kanketsu      |
| 2013  | Yamashita Keigo  | Kono Rin          |
| 2014  | Kono Rin         | Yu Zhengqi        |
| 2015  | Yuki Satoshi     | Cho Chikun        |
| 2016  | Ichiriki Ryo     | Iyama Yuta        |
| 2017  | Shibano Toramaru | Yu Zhengqi        |
| 2018  | Ichiriki Ryo     | Motoki Katsuya    |
| 2019  | Ichiriki Ryo     | Ueno Asami        |
| 2020  | Ichiriki Ryo     | Iyama Yuta        |
| 2021  | Shibano Toramaru | Kyo Kagen         |
| 2022  | Iyama Yuta       | Yuki Satoshi      |
| 2023  | Iyama Yuta       | Shibano Toramaru  |